# Yaax-Hal
Yaax-Hal är en ort i Mexiko.   Den ligger i kommunen Valladolid och delstaten Yucatán, i den östra delen av landet, 1 200 km öster om huvudstaden Mexico City. Yaax-Hal ligger 22 meter över havet och antalet invånare är 166.
Terrängen runt Yaax-Hal är mycket platt. Runt Yaax-Hal är det glesbefolkat, med 20 invånare per kvadratkilometer. Närmaste större samhälle är Temozon, 18,3 km väster om Yaax-Hal. I omgivningarna runt Yaax-Hal växer i huvudsak lövfällande lövskog.